# مارك لامونت
مارك لامونت (بالإنجليزية: Mark Lamont)‏ هو لاعب كرة قدم بريطاني في مركز الوسط، ولد في 4 فبراير 1993 في المملكة المتحدة. شارك مع منتخب اسكتلندا تحت 19 سنة لكرة القدم. أما مع النوادي، فقد لعب مع نادي ألبيون روفرز ونادي دمبرتون ونادي سانت ميرين ونادي ستيرلينغ ألبيون وPetershill F.C. ‏.

## وصلات خارجية
- مارك لامونت على موقع قاعدة بيانات كرة القدم.إي يو (الإنجليزية)
- مارك لامونت على موقع Soccerbase.com (لاعب) (الإنجليزية)
- مارك لامونت على موقع Soccerway.com (الإنجليزية)